# Ipomoea repens
Ipomoea repens là một loài thực vật có hoa trong họ Bìm bìm. Loài này được (L.) Lam. mô tả khoa học đầu tiên năm 1791.